# Grigor Dimitrov
Grigor Dimitrov (bulgară Григор Димитров Димитров; pronunțat [ˈgrigɔr ˈdimitrɔf]; n. 16 mai 1991, Haskovo, Haskovo, Bulgaria) este un jucător de tenis bulgar. Cea mai bună clasare a sa la simplu în clasamentul ATP este locul 3 mondial, 20 noiembrie 2017, devenind cel mai bine clasat jucător bulgar din istorie. Dimitrov a obținut această poziție după ce a câștigat cel mai mare titlu al carierei sale la finalele ATP de final de sezon. Până în prezent, a câștigat opt titluri la simplu pe Circuitul ATP.
Ca junior s-a bucurat de o carieră de succes, ajungînd pe locul 1 mondial și a două titluri consecutive de Grand Slam la simplu la Campionatele de la Wimbledon din 2008 și la US Open 2008. În octombrie 2013, la Stockholm Open, Dimitrov a devenit primul bulgar care a câștigat un titlu la simplu pe Circuitul ATP.
Dimitrov este primul (și singurul) tenismen bulgar care a ajuns într-o finală la dublu (în 2011) și a ajuns în runda a patra la un major la simplu. Dimitrov este primul bulgar care s-a calificat în finala ATP, pe care a câștigat-o în 2017. Dimitrov a câștigat, de asemenea, mai multe premii în bani decât orice alt jucător de tenis bulgar, fiind singurul jucător bulgar de sex masculin care a ajuns la 1 milion de dolari și la 18 octombrie 2021, a devenit al 25-lea jucător de tenis masculin care a câștigat vreodată 20 de milioane de dolari. El a câștigat premiul Sportivul bulgar al anului în 2014 și 2017, prima și a doua oară când un jucător de tenis a câștigat premiul de la crearea sa în 1958, și premiul Sportivul Balcanic al anului în 2017.
Pe lângă bulgară, el mai vorbește limba engleză și spune că principalele sale hobby-uri sunt sportul, mașinile, calculatoarele și ceasurile. El a primit porecla „Baby Fed” pentru jocul elegant și asemănător cu cel al lui Roger Federer.

## Finale ATP

### Simplu: 10 (5 titluri, 5 finale)
| Legend                            |
| --------------------------------- |
| Grand Slam (0–0)                  |
| ATP World Tour Finals (0–0)       |
| ATP World Tour Masters 1000 (0–0) |
| ATP World Tour 500 Series (1–1)   |
| ATP World Tour 250 Series (4–4)   |

| Titluri în funcție de suprafața de joc |
| -------------------------------------- |
| Hard (3–4)                             |
| Clay (1–1)                             |
| Grass (1–0)                            |

| Rezultat   | Nr. | Dată              | Turneu                                      | Surface  | Adversar          | Scor                          |
| ---------- | --- | ----------------- | ------------------------------------------- | -------- | ----------------- | ----------------------------- |
| Finalist   | 1.  | 6 ianuarie 2013   | Brisbane International, Brisbane, Australia | Hard     | Andy Murray       | 6–7(0–7), 4–6                 |
| Câștigător | 1.  | 20 octombrie 2013 | Stockholm Open, Stockholm, Sweden           | Hard (i) | David Ferrer      | 2–6, 6–3, 6–4                 |
| Câștigător | 2.  | 1 martie 2014     | Mexican Open, Acapulco, Mexico              | Hard     | Kevin Anderson    | 7–6(7–1), 3–6, 7–6(7–5)       |
| Câștigător | 3.  | 27 aprilie 2014   | Romanian Open, Bucharest, Romania           | Clay     | Lukáš Rosol       | 7–6(7–2), 6–1                 |
| Câștigător | 4.  | 15 iunie 2014     | Queen's Club Championships, London, England | Grass    | Feliciano López   | 6–7(8–10), 7–6(7–1), 7–6(8–6) |
| Finalist   | 2.  | 19 octombrie 2014 | Stockholm Open, Stockholm, Sweden           | Hard (i) | Tomáš Berdych     | 7–5, 4–6, 4–6                 |
| Finalist   | 3.  | 16 ianuarie 2016  | Sydney International, Sydney, Australia     | Hard     | Viktor Troicki    | 6–2, 1–6, 6–7(7–9)            |
| Finalist   | 4.  | 1 mai 2016        | Istanbul Open, Istanbul, Turkey             | Clay     | Diego Schwartzman | 7–6(7–5), 6–7(4–7), 0–6       |
| Finalist   | 5.  | 9 octombrie 2016  | China Open, Beijing, China                  | Hard     | Andy Murray       | 4–6, 6–7(2–7)                 |
| Câștigător | 5.  | 8 ianuarie 2017   | Brisbane International, Brisbane, Australia | Hard     | Kei Nishikori     | 6–2, 2–6, 6–3                 |

### Dublu: 1 (1 finală)
| Legend                            |
| --------------------------------- |
| Grand Slam (0–0)                  |
| ATP World Tour Finals (0–0)       |
| ATP World Tour Masters 1000 (0–0) |
| ATP World Tour 500 Series (0–0)   |
| ATP World Tour 250 Series (0–1)   |

| Titluri în funcție de suprafața de joc |
| -------------------------------------- |
| Hard (0–0)                             |
| Clay (0–0)                             |
| Grass (0–1)                            |

| Rezultat | Nr. | Dată          | Turneu                                   | Surface | Partener      | Oponenți                 | Scor     |
| -------- | --- | ------------- | ---------------------------------------- | ------- | ------------- | ------------------------ | -------- |
| Finalist | 1.  | 16 iunie 2011 | Eastbourne International, United Kingdom | Grass   | Andreas Seppi | Jonathan Erlich Andy Ram | 3–6, 3–6 |

## Titluri
Cel mai bun tânăr jucător de tenis din Bulgaria - 2005
Sportivul Anului în Bulgaria- 2014

## Legături externe
- en Grigor Dimitrov la Association of Tennis Professionals
- Grigor Dimitrov la International Tennis Federation
- Grigor Dimitrov at the International Tennis Federation Junior Profile
- Grigor Dimitrov la Cupa Davis
- Site Grigor Dimitrov
- Statistici Grigor Dimitrov Arhivat în 6 mai 2021, la Wayback Machine.